# Occidryas rubicunda
Occidryas rubicunda är en fjärilsart som beskrevs av Edwards 1881. Occidryas rubicunda ingår i släktet Occidryas och familjen praktfjärilar. Inga underarter finns listade i Catalogue of Life.